# Qatar SC
Qatar SC (arabiska: نادي قطر الرياضي)) är en professionell fotbollsklubb från den qatariska huvudstaden Doha. Klubben styrs av shejken Jassim bin Hamad bin Nasser Al-Thani som tillhör ätten Al-Thani som styr Qatar.
Klubben startade 1959 med namnet Al Nasour men gick ihop med Al Oruba och Al Esteqlal 1972. 1981 ändrades namnet till dagens namn, Qatar SC.
Kända spelare som har representerat Qatar SC genom åren är Jay-Jay Okocha, Claudio Caniggia, Marcel Desailly, Christophe Dugarry och Akwá. 

## Titlar
Q-League (6)
1967, 1968, 1969, 1973, 1977, 2003
Emir of Qatar Cup (3)
1974, 1976, 2001
Qatar Crown Prince Cup (3)
2002, 2004, 2009
Qatar Sheikh Jassem Cup (4)
1983 , 1984 , 1987, 1995

## Placering senaste säsonger
| Säsong  | Nivå | Liga            | Placering | Referens | Notering                        |
| ------- | ---- | --------------- | --------- | -------- | ------------------------------- |
| 2012/13 | 1    | Q-League        | 8         | [ 1 ]    |                                 |
| 2013/14 | 1    | Q-League        | 10        | [ 2 ]    |                                 |
| 2014/15 | 1    | Q-League        | 4         | [ 3 ]    |                                 |
| 2015/16 | 1    | Q-League        | 13        | [ 4 ]    | Nedflyttad till Qarargas League |
| 2016/17 | 2    | Qatargas League | 1         | [ 5 ]    | Uppflyttad till Q-League        |
| 2017/18 | 1    | Q-League        | 8         | [ 6 ]    |                                 |
| 2018/19 | 1    | Q-League        | 11        | [ 7 ]    |                                 |
| 2019/20 | 1    | Q-League        | 8         | [ 8 ]    |                                 |
| 2020/21 | 1    | Q-League        | 6         | [ 9 ]    |                                 |
| 2021/22 | 1    | Q-League        | 9         | [ 10 ]   |                                 |
| 2022/23 | 1    | Q-League        | 5         | [ 11 ]   |                                 |
| 2023/24 | 1    | Q-League        | 8         | [ 12 ]   |                                 |
| 2024/25 | 1    | Q-League        | 10        | [ 13 ]   |                                 |